# Callionymus goodladi
Callionymus goodladi es una especie de peces de la familia Callionymidae en el orden de los Perciformes.

## Distribución geográfica
Se encuentra al noroeste de Australia.